# سنت توماس، انتاریو
سنت توماس (انتاریو) (به انگلیسی: St. Thomas, Ontario) یک شهر در کانادا است که در شهرستان الگن واقع شده‌است.

## خصوصیات
سنت توماس ۳۷٬۹۰۵ نفر جمعیت دارد و ۲۰۹٫۱۰ متر بالاتر از سطح دریا واقع شده‌است.